# Pentactella cornuta
Pentactella cornuta is een zeekomkommer uit de familie Cucumariidae.
De wetenschappelijke naam van de soort werd in 1941 gepubliceerd door Gustave Cherbonnier.